# خوزه ویارئال (ورزشکار)
خوزه ویارئال (اسپانیایی: José Villarreal‎)؛ ورزشکار دو و میدانی اهل ونزوئلا است.
او به نمایندگی از کشورش در بازی‌های پارالمپیک تابستانی ۲۰۰۴ موفق به کسب مدال برنز شد.